# Amt Angerland
Das Amt Angerland (bis 1950 Amt Ratingen-Land) war von 1929 bis 1974 eine Verwaltungskörperschaft im Norden des 1929 ebenso neu geschaffenen Landkreises Düsseldorf-Mettmann im Regierungsbezirk Düsseldorf der preußischen Rheinprovinz. Amt und Kreis wurden 1947 mit der Auflösung des Freistaates Preußen Teil des neuen Bundeslandes Nordrhein-Westfalen. Namensgebend war der sein Gebiet durchfließende Angerbach.

## Geschichte

### Vorgeschichte
Im französischen Satellitenstaat Großherzogtum Berg wurde 1808 nach französischem Vorbild die Mairie Angermund gebildet, die zum Kanton Ratingen im Arrondissement Düsseldorf des Großherzogtums gehörte. Das Gebiet der Mairie hatte vor der Franzosenzeit zum alten bergischen Amt Angermund gehört.
Als Berg 1814 an Preußen fiel, wurde aus der bergischen Mairie Angermund die preußische Bürgermeisterei Angermund, die 1816 zum neuen Landkreis Düsseldorf kam. Die Bürgermeisterei war in die Titularstadt Angermund (mit Rahm und Großenbaum) sowie die Gemeinden Huckingen, Lintorf und Mündelheim (mit Ehingen und Serm) unterteilt.
Am Ende des Jahres 1927 wurde die Bezeichnung aller rheinischen Landbürgermeistereien in Amt geändert. Die Bürgermeisterei Angermund hieß nun Amt Angermund.

### Bildung des Amtes Ratingen-Land
Mit dem preußischen Gesetz über die kommunale Neugliederung des rheinisch-westfälischen Industriegebiets wurde am 1. August 1929 das
Amt Angermund aufgelöst. Die beiden nördlichen Gemeinden Huckingen und Mündelheim, die Angermunder Ortsteile Rahm und Großenbaum sowie kleinere Gebietsstücke von Lintorf wurden in die Stadt Duisburg eingemeindet. Das übrige Gebiet des Amtes Angermund kam zusammen mit einem großen Teil des ebenfalls aufgelösten Amtes Kaiserswerth-Land zum neuen Amt Amt Ratingen-Land. Es bestand aus den heute zu Düsseldorf gehörenden Gemeinden Angermund und Wittlaer (mit Kalkum und Bockum) sowie der heute zum Kreis Mettmann gehörenden Gemeinde Lintorf. Ein Beschluss vom 7. März 1930 erweiterte das Amtsgebiet um die heute ebenfalls zum Kreis Mettmann gehörenden Gemeinden Hösel, Eggerscheidt und Breitscheid (ohne Selbeck, aber einschließlich der Ruhrhöhen um Schloss Landsberg).

### Vorkriegszeit
Erster Amtsbürgermeister von Ratingen-Land war der in Bonn geborene Verwaltungsjurist und Zentrumspolitiker Heinrich Hinsen (1885–1956). Er wurde am 9. Oktober 1930 in der Gastwirtschaft „Reichen“ in Angermund für zwölf Jahre gewählt und am 31. Oktober 1930 vom Mettmanner Landrat Hans-Joachim Tapolski im Amt bestätigt. Ihm zur Seite standen gewählte, ehrenamtliche Beigeordnete. Sein überschaubarer Apparat an Beamten und Angestellten verwaltete Polizei-, Pass- und Meldewesen, Straßen-, Wege- und Wasserbau, Medizinal- und Veterinärwesen sowie Volksschulen.
Ab 1933 wurden die Befugnisse stark beschnitten (1. Januar 1934: Einführung des preußischen Gemeindeverfassungsgesetzes vom 15. Dezember 1933; Umbenennung der Stadtgemeinden in Städte. 1. November 1934: Einführung des preußischen Amtsordnung vom 8. Oktober 1934. 1. April 1935: Einführung der Deutschen Gemeindeordnung vom 30. Januar 1935; Umbenennung der Landgemeinden in Gemeinden). Bis zum 1. April 1934 trugen die Bürgermeister der Gemeinden die Amtsbezeichnung „Gemeindevorsteher“, bis Ende März 1935 „Gemeindeschulze“ und seit dem 1. April 1935 „Bürgermeister“. Ab 1939 gehörten Einsatz von Zwangsarbeitern und Luftschutz zu den dringlichsten Aufgaben. Amtssitz war inzwischen Ratingen (Mülheimer Straße/Ecke Hauser Allee).

### Nachkriegszeit
1945, nach dem Zweiten Weltkrieg, wurde Heinrich Hinsen, der 1933 in die NSDAP eingetreten war, von den Alliierten in den frühzeitigen Ruhestand versetzt (Entnazifizierung), obwohl er dauerhaft im Gegensatz zur Düsseldorfer Gestapo, zur Kreisleitung Niederberg und örtlichen Nationalsozialisten und gleichzeitig in engem Kontakt zu christlichen Regimegegnern stand.
1950 wurde das Amt Ratingen-Land in Amt Angerland umbenannt. Es hatte damals 18.403 Einwohner. 1962 waren es bereits 22.550 Einwohnern. Insbesondere nach Ende des Zweiten Weltkrieges erfuhren die Amtsgemeinden erheblichen Zuzug aus den umliegenden Großstädten wie Düsseldorf, Duisburg und Essen. Hösel, Angermund und Wittlaer wurden dabei zu bevorzugten Wohnorten einkommensstarker Bevölkerungsteile.
Der Verwaltungssitz befand sich bereits seit dem 5. Februar 1949 in Lintorf, der größten Gemeinde des Amtes, zunächst provisorisch in der „Gaststätte Holtschneider“ am Lintorfer Markt, ab 1956 im neu errichteten Lintorfer Rathaus an der Speestraße.
Als Amtsbürgermeister nach Heinrich Hinsen amtierten Hermann Thiele (1945–1956), Heinrich Holtschneider (1956–1960), Johannes Overmans (Amtsdirektor 1960–1974) und zuletzt Wilhelm Droste (1972–1974, als Amtsbürgermeister).

### Auflösung
Etwa 1969 wurde bekannt, dass im Zuge der kommunalen Neugliederung (Gebietsreform) in Nordrhein-Westfalen eine Auflösung des Amtes geplant war. Bald darauf gab es aus den Gemeinden Bemühungen, statt einer Zerschlagung in einer neuen Stadt „Angerstadt“ vereint zu lassen. Dieser von einer großen Mehrheit der betroffenen Bevölkerung getragene Vorschlag erlangte zwar in der zweiten Lesung bei der Landtagsabstimmung am 11. Juni 1974 noch eine relative Mehrheit von 95 zu 86 Stimmen bei 10 Enthaltungen.
Zur dritten Lesung am 10. Juli 1974 schlug der zuständige Landtagsausschuss jedoch erneut die Aufteilung vor, indem Angermund nach Duisburg, Breitscheid nach Mülheim an der Ruhr, Wittlaer nach Düsseldorf und die übrigen Gemeinden nach Ratingen eingemeindet werden sollten. In der Abstimmung erhielt zunächst ein Antrag, Breitscheid nach Ratingen und Angermund nach Düsseldorf einzugliedern, eine Mehrheit von 101 gegen 87 Stimmen bei 6 Enthaltungen. „Angerstadt“ wurde damit hinfällig und das Amt Angerland durch das am Ende beschlossene Düsseldorf-Gesetz am 31. Dezember 1974 aufgelöst.
Am 1. Januar 1975 wurden Angermund und Wittlaer mit Kalkum und Bockum nach Düsseldorf eingemeindet und die Gemeinden Breitscheid, Eggerscheidt, Hösel und Lintorf Teil der neu gebildeten Stadt Ratingen. Kleine Flächen Breitscheids fielen an die Stadt Mülheim an der Ruhr, Randflächen von Hösel an Heiligenhaus und einige Grundstücke von Angermund und Wittlaer an Duisburg sowie weitere Grundstücke von Angermund an Ratingen. In Duisburg bildet seither außerdem der nördliche Teil des ehemaligen Amtes Angermund den Stadtbezirk Duisburg-Süd, lediglich ergänzt um die ehemals klevische Ortschaft Wanheim-Angerhausen. Rechtsnachfolgerin des Amtes Angerland ist die Stadt Ratingen.

## Gliederung
| alte PLZ | Gemeinde     | Fläche    | Einwohner (31. Dezember 1972) | heute zu   |
| -------- | ------------ | --------- | ----------------------------- | ---------- |
| 4034     | Angermund    | 9,47 km²  | 4.124                         | Düsseldorf |
| 4035     | Breitscheid  | 16,65 km² | 3.730                         | Ratingen   |
| 4030     | Eggerscheidt | 4,30 km²  | 927                           | Ratingen   |
| 4033     | Hösel        | 8,67 km²  | 6.212                         | Ratingen   |
| 4032     | Lintorf      | 15,85 km² | 12.186                        | Ratingen   |
| 4000     | Wittlaer     | 24,04 km² | 5.661                         | Düsseldorf |

## Infrastruktur
In den 1930er Jahren wurde die Autobahn 3 durch das Amt Angerland gebaut. In den 1960er Jahren folgte der Bau der späteren (ab 1. Januar 1975 so bezeichneten) A52 mit dem Autobahnkreuz Breitscheid.
1967 wurde die Bahnstrecke zwischen Ratingen-Ost und Essen zur ersten S-Bahn-Verbindung Nordrhein-Westfalens, heute S-Bahn-Linie 6 (Rhein-Ruhr). Sie war im Zuge der Strecken Düsseldorf–Ratingen–Essen und Düsseldorf–Duisburg bereits Ende des 19. Jahrhunderts im vorherigen Amt Angermund errichtet worden.
In die Zeit des Amts Angermund fällt auch die Eröffnung des Flughafens Düsseldorf am 19. April 1927, der zwar größtenteils auf Düsseldorfer Gebiet liegt, teilweise aber auch auf dem Gebiet von Kalkum und Ratingen und somit des damaligen Amtes Angermund.